# Raión de Kamianets-Podilski
Raión de Kamianets-Podilski (en ucraniano: Кам'яне́ць-Поді́льський райо́н) es un raión o distrito de Ucrania en el óblast de Jmelnitski. La capital es la ciudad de Kamianets-Podilski.
Comprende una superficie de 4521,2 km².

## Demografía
Según estimación 2010 contaba con una población total de 69900 habitantes.

## Otros datos
El código KOATUU fue 6822400000. El código postal 32319 y el prefijo telefónico +380 3849.